# Giovanni Schiavonetti
Giovanni Schiavonetti (auch: Giovanni Chiavonetti; * im 17. oder 18. Jahrhundert; † 19. März 1730 in Hannover) war ein Hof- und Kammermusiker sowie venetianischer Cellist, Dirigent, Oboist und Cembalist.

## Leben
Giovanni Chiavonetti war ein aus Venedig stammender Hofmusiker. Von 1708 bis 1713 wirkte er als Instrumentalist in London.
Er war verheiratet mit Elisabeth Pilotta beziehungsweise Elisabetta Pilotti-Schiavonetti, einer italienischen Sopranistin, die ab 1710 am Hofe in London und insbesondere unter Georg Friedrich Händel zahlreiche Auftritte hatte. Als sie 1726 in Stuttgart in der komischen Oper nach der gleichnamigen Sage Pyramus und Thisbe sang, war es ihr Ehemann, der das Werk dirigierte.
1728 trat Giovanni Chiavonetti in Hannover seinen Dienst an der dortigen Hofkapelle an, die seinerzeit jeweils 20 Musiker umfasste. Durch die Personalunion zwischen Großbritannien und Hannover unter König Georg II. August (englisch: George Augustus) war die kurfürstlich-hannoversche und Königlich Großbritannische und Irische Hofkapelle in Hannover zwar ohne Landesherrn vor Ort, arbeitete jedoch für den in Hannover verbliebenen Hofstaat.
Chiavonetti starb 1730 in Hannover, nur rund zwei Jahre nach seinem dortigen Dienstantritt. Ebenfalls 1730 wurde Elisabeth Pilotta als Königliche Sängerin bei Hofe in Hannover angestellt, wo sie bis an ihr Lebensende 1742 verblieb.